# Joe Dassin
Joseph Ira "Joe" Dassin (New York, 5 november 1938 – Tahiti, 20 augustus 1980) was een Frans-Amerikaans zanger en componist.

## Biografie

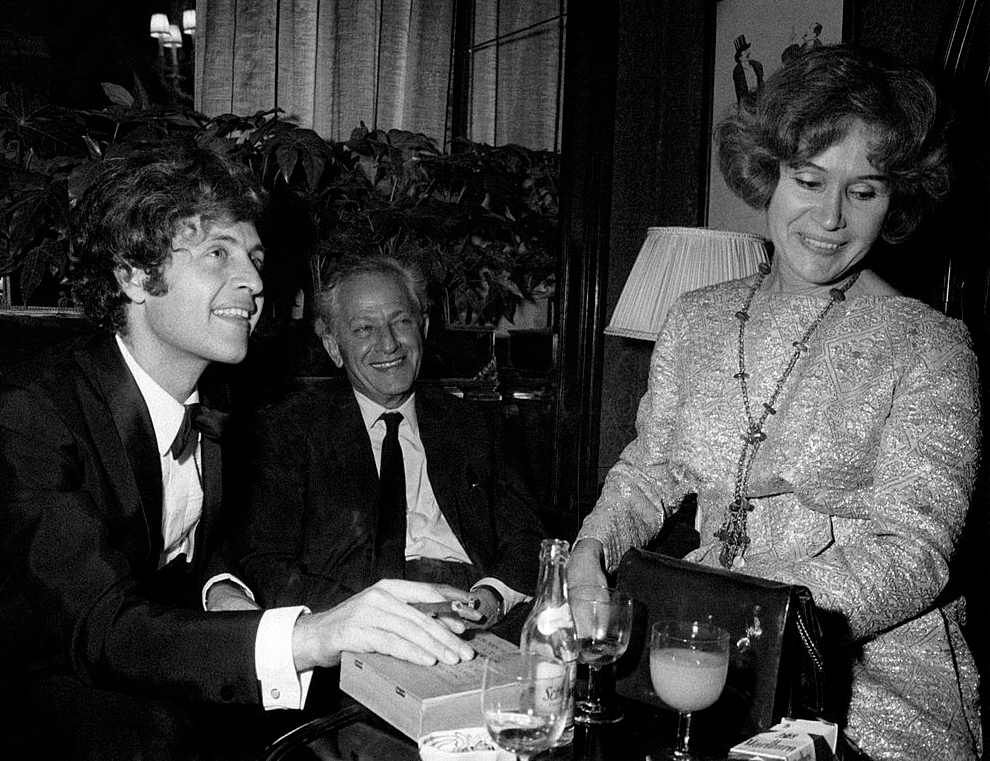
Joe Dassin samen met zijn vader Jules Dassin en zijn moeder Béatrice Launer in 1970.

Dassin werd geboren in New York als zoon van Jules Dassin, een joodse filmregisseur, en Béatrice Launer, een succesvolle violiste. Hij groeide op in New York en Los Angeles. Jules Dassin werd vanwege zijn banden met de communistische partij op een zwarte lijst geplaatst. Hierdoor werd hem het werken in de Verenigde Staten onmogelijk gemaakt. Dit was voor Jules Dassin de reden om in 1950 met zijn gezin naar Europa (Engeland, Frankrijk en Zwitserland) te verhuizen.
Na het afsluiten van zijn studie aan het Institut Le Rosey in Zwitserland keerde Joe Dassin in 1957 terug naar de Verenigde Staten om aan de University of Michigan culturele antropologie te studeren. Joe was niet alleen heel intelligent en veelzijdig, maar net als zijn moeder, ook heel muzikaal. Hij speelde diverse instrumenten, zoals piano, gitaar en banjo, en was een groot bewonderaar van Georges Brassens. Om tijdens zijn studie wat extra geld te verdienen zong hij op zaterdagavonden in cafés met een Franse studievriend, Alain Giraud, de latere wetenschapper en schrijver. Tijdens zijn studie schreef Joe Dassin ook korte verhalen. Vier van deze korte verhalen werden in 2013 uitgegeven in het Frans (Cadeau pour Dorothy). De vertaling vanuit het Engels werd gemaakt door Richelle Dassin en Alain Giraud.
Na het behalen van zijn masterdiploma in juni 1963 verhuisde Dassin weer terug naar Frankrijk om als technicus voor zijn ondertussen zeer beroemde en succesvolle vader te gaan werken. Ook speelde hij als acteur in diverse films. In december 1963 leerde hij Maryse Massiéra kennen tijdens een feest dat georganiseerd werd door Eddie Barclay. Een week later nodigde Joe haar uit om een weekend samen door te brengen en vanaf dat moment waren ze onafscheidelijk. Ze trouwden op 18 januari 1966. In 1973 leek het erop dat de kinderwens van Joe en Maryse vervuld zou worden, maar na een moeilijke zwangerschap werd op 12 september 1973, twee en een halve maand te vroeg, hun zoontje Joshua geboren met een gewicht van slechts 900 gram. Hij overleed vijf dagen later. Maryse schreef in haar mooie biografie over Joe: “Joe had zoveel plannen voor zijn zoon. Hij had een enorm verdriet dat leidde tot een depressie.” Ondanks al hun inspanningen en diverse nieuwe projecten, zoals het bouwen van hun huis in Feucherolles, eindigde hun huwelijk in een echtscheiding die op 5 mei 1977 werd uitgesproken.
Op 14 januari 1978 trouwde Joe in Cotignac met de zeven jaar jongere Christine Delvaux (1945-1995), die hij enige tijd eerder had leren kennen. Zij kregen twee zoons, Jonathan (14 september 1978), en Julien (22 maart 1980). Hun relatie was echter zo slecht geworden dat Joe kort na de geboorte van Julien een echtscheidingsprocedure opstartte. Na een bittere strijd kreeg Joe in juni 1980 de voorlopige voogdij over zijn kinderen. De definitieve uitspraak van de echtscheiding was gepland voor september 1980, maar deze vond niet plaats door het onverwachte overlijden van Joe op 20 augustus 1980.

## Carrière als zanger (1964 - 1980)
Maryse Massiéra, Joes eerste vrouw, had een vriendin, Catherine Regnier, die voor de in 1964 geopende Franse vestiging van CBS werkte. In datzelfde jaar vroeg Maryse aan Catherine om een door Joe gezongen liedje, Freight Train, op een plaat te laten zetten om deze aan Joe voor zijn verjaardag te geven. CBS hoorde de plaat en bood Joe onmiddellijk een contract aan, dat Joe na enige aarzeling op 26 december 1964 tekende. Dit zou het begin worden van een uiterst succesvolle carrière die voortijdig eindigde met zijn dood op 41-jarige leeftijd op 20 augustus 1980.
Na grote successen zoals Les Dalton, Marie-Jeanne ("Ode to Billie Joe", oorspronkelijk geschreven en gezongen door Bobbie Gentry), Siffler sur la colline, Les Champs Élysées, L’Amérique en Ça va pas changer le monde zouden er nog vele volgen. In de jaren 1964-69 werkte Joe Dassin vooral samen met de tekstschrijvers Jean-Michel Rivat en Frank Thomas. In 1965 schreef Pierre Delanoë de tekst voor Pas sentimental. Vanaf 1967 schreef zijn goede vriend Claude Lemesle veel teksten voor en met hem en vanaf 1968 maakte Pierre Delanoë ook deel uit van het team van vaste tekstschrijvers van Joe Dassin. Delanoë schreef o.a. de teksten voor Le petit pain au chocolat, Les Champs-Élysées en L'Été indien (samen met Claude Lemesle). De meeste arrangementen werden gemaakt door Johnny Arthey.
Joe Dassin bracht gedurende zijn carrière meer dan 250 liedjes uit in het Frans, Engels, Duits, Spaans, Grieks en Russisch, talen die hij vloeiend sprak. Zijn belangrijkste succes werd echter L'Été indien, de grootste zomerhit ooit, die in mei 1975 werd uitgebracht en alle verkooprecords van CBS zou overtreffen. In dit lied zong Dassin over zijn geliefde, die met haar lange jurk leek op een aquarel van Marie Laurencin, een Franse kunstschilder.
Onmiddellijk hierna slaagde CBS erin om Joe Dassin opnieuw een contract met hen te laten tekenen, dit keer voor een periode van vijf jaar (1975-1980). Dit werd zijn laatste contract dat hem vooral de laatste twee jaar lichamelijk en geestelijk uitputte. Tijdens zijn optreden op 12 juli 1980 in het Port Canto in Cannes kreeg Joe een hartinfarct. Hij werd naar het Amerikaanse ziekenhuis in Neuilly gebracht waar hij twaalf dagen op de intensivecareafdeling werd verpleegd. Om te herstellen reisde hij met zijn twee zoontjes Jonathan en Julien, zijn moeder Bea en enkele vrienden op 16 augustus naar Tahiti. Daar kreeg hij op 20 augustus 1980 tijdens een lunch met zijn familie en vrienden het laatste en fatale hartinfarct. Joe Dassin stierf op 41-jarige leeftijd.
Joe Dassin werd begraven op het Hollywood Forever Cemetery in Hollywood.

## Een paradijs opTahaa

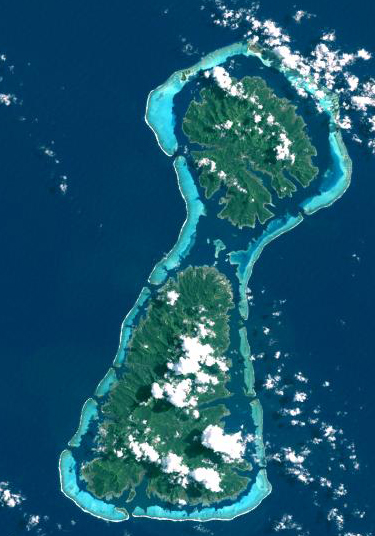
Het bovenste eiland Tahaa vormt samen met het eronder gelegen eiland Raiatea een atol gelegen in de Stille Oceaan.

Joe Dassin was als kind al gefascineerd door de verhalen over Noord-Amerikaanse indianenvolken zoals de Hopi en de Dineh of Navajo, waarvan hij alle zeden en gebruiken kende. Dat was ook de reden dat hij in 1957 culturele antropologie was gaan studeren aan de University of Michigan. Hij behaalde zijn masterdiploma in juni 1963. De liefde voor andere culturen behield hij de rest van zijn leven. Tijdens een tournee in mei 1972 bezochten Joe en zijn eerste vrouw Maryse Tahiti, onderdeel van Frans-Polynesië. Joe was zo onder de indruk van de mensen en de natuur, dat hij er vaak terug wilde komen. Hij zei tegen Maryse: "Je trouve ce pays merveilleux. J’aimerais y revenir souvent …. Je rêve d’avoir de cocotiers à moi dans une île” (Ik vind dit land prachtig. Ik zou er vaak terug willen komen. Ik droom ervan mijn eigen kokospalmen op een eiland te hebben). Samen gingen ze op zoek om hun droom te verwezenlijken, maar niet op Tahiti zelf want dat vond Joe te druk. Ook moest het eiland een wit zandstrand hebben. Binnen een week kochten ze hun paradijs van 27 ha met een wit strand en eigen kokospalmen op het kleine eiland Tahaa, tegenover Raiatea (samen vormen ze een atol), gelegen op 230 km ten westen van Tahiti.

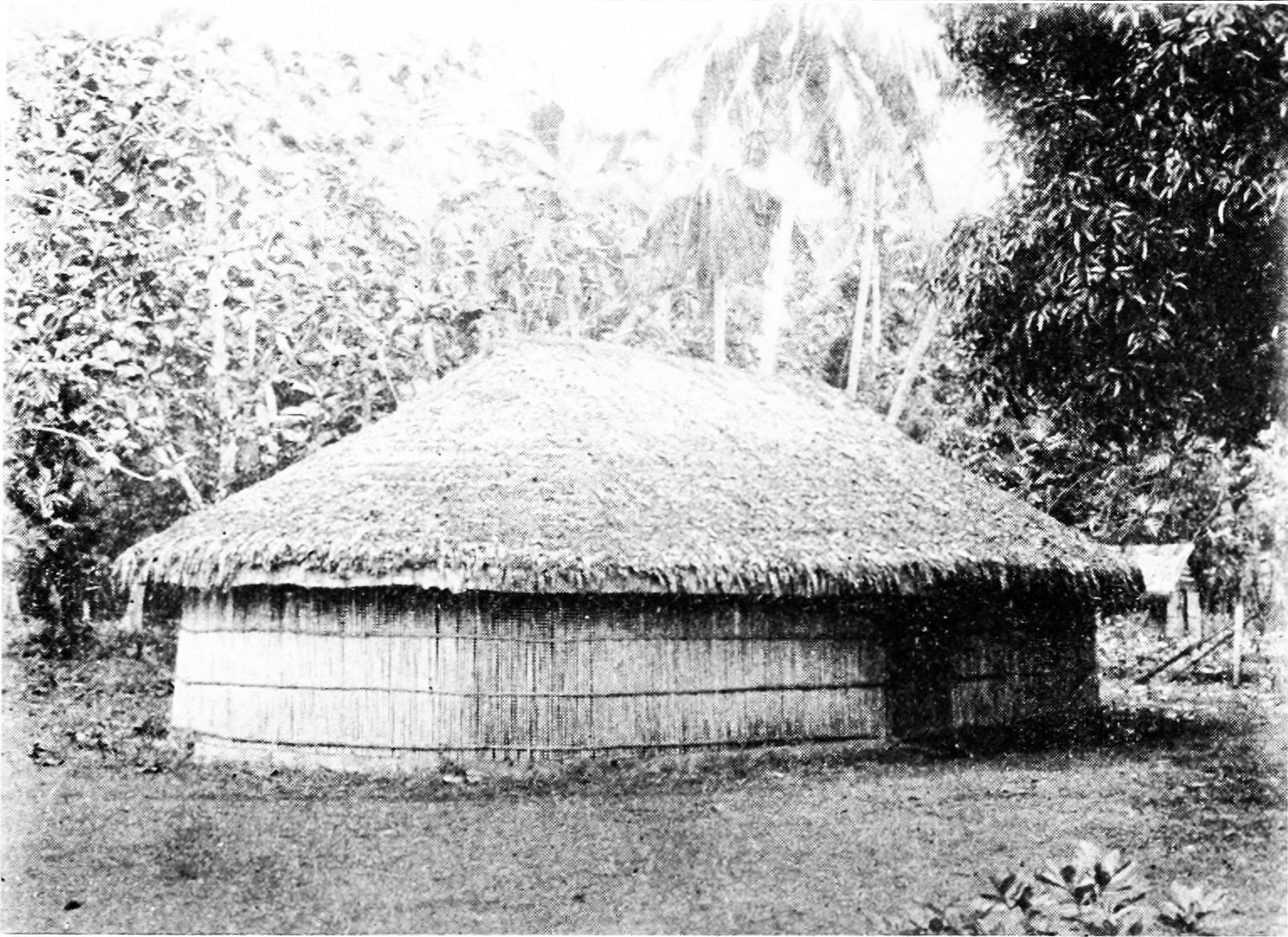
Een “fare” uit 1915, Tahiti.

Op het terrein stond een fare, een traditionele Polynesische woning bedekt met palmbladeren, gebouwd op palen die half in zee en half op het strand stonden. Er was alleen koud stromend water vanuit een hoger gelegen bron op de berg, maar geen WC en ook geen elektriciteit. Tussen 1972 en 1980 zou Joe Dassin nog vaak terugkeren naar Tahaa en Tahiti. Tijdens zijn laatste bezoek overleed hij onverwachts op 20 augustus 1980 ten gevolge van een hartinfarct. Zijn kleine strand aan de baai, het enige witte zandstrand op Tahaa, is naar hem vernoemd: La Plage Joe Dassin.

## Filmografie
Joe Dassin speelde in de volgende films:
- 1957: He Who Must Die, regisseur Jules Dassin. Hoofdrolspelers waren Jean Servais en Melina Mercouri. Joe Dassin speelde de rol van Benos.
- 1958: The Law, regisseur Jules Dassin. Hoofdrolspelers waren Gina Lollobrigida, Yves Montand en Melina Mercouri. Joe Dassin speelde de rol van Nico.
- 1964: Topkapi, regisseur Jules Dassin. Hoofdrolspelers waren Melina Mercouri, Maximilian Schell en Peter Ustinov. De filmmuziek werd geschreven door Manos Hadjidakis, wereldwijd bekend van de filmmuziek voor de film Never on Sunday (1960), ook geregisseerd door Jules Dassin. Joe Dassin speelde in Topkapi de rol van Joseph.
- 1965: Lady L, regisseur Peter Ustinov. Hoofdrolspelers Sophia Loren, Paul Newman en David Niven. Joe Dassin speelde de rol van rechercheur.
- 1965: Nick Carter and Red Club, regisseur Jean-Paul Savignac. Hoofdrolspelers Eddie Constantine en Nicole Courcel. Joe Dassin speelde de rol van Janos Adler.

## Discografie
Joe Dassin heeft circa 250 liedjes opgenomen in het Frans, Spaans, Duits, Engels, Italiaans, Grieks en Japans. De teksten schreef hij vaak zelf in samenwerking met diverse tekstschrijvers, onder wie Jean-Michel Rivat, Frank Thomas, Claude Lemesle en Pierre Delanoë. Diverse liedjes werden ook geschreven door zijn zus Richelle Dassin.

### Jaren 60

#### 1964
- Je change un peu de vent (met Jean-Michel Rivat)
- Il a plu (met Jean-Michel Rivat)
- Dis-moi, dis-lui (met Jean-Michel Rivat en Jean Renard)
- Ce n'est pas une fille (met Jean-Michel Rivat)

#### 1965
- Ça m'avance à quoi ? (met Georges Liferman)
- Combien de temps pour t'oublier ? (met Jean-Michel Rivat)
- Je vais mon chemin (met Jean-Michel Rivat)
- Isabelle, prend mon chapeau (met Jean-Michel Rivat en Maurice Fanon)
- Mâche ta chique (met Jean-Michel Rivat en Maurice Fanon)
- Les jours s'en vont pareils (met Jean-Michel Rivat)
- Bip bip (met Jean-Michel Rivat en Frank Thomas)
- Je n'ai que mes mains (met Jean-Michel Rivat)
- Les jours s'en vont pareils (met Jean-Michel Rivat)
- Pas sentimental (met Pierre Delanoë)
- Viens voir le loup (met Jean-Michel Rivat)

#### 1966
- Guantanamera (met Jean-Michel Rivat)
- Celle que j'oublie (met Jean-Michel Rivat)
- Comme la lune (met Jean-Michel Rivat)
- Petite mama (met Jean-Michel Rivat)
- Joli minou (met Georges Liferman et Jean-Michel Rivat)
- Dans la brume du matin (met Jean-Michel Rivat)
- Vive moi ! (met Georges Liferman)
- Katy cruel (met Pierre Barouh)
- Excuse me lady (met Jean-Michel Rivat)
- Le tricheur (met André Salvet)
- Work song (met Oscar Brown en Nat Adderley)

#### 1967
- Les Dalton (met Jean-Michel Rivat en Frank Thomas)
- Pauvre doudou (met Claude Lemesle)
- Tout bébé a besoin d'une maman (met Jean-Michel Rivat en Frank Thomas)
- The last thing on my mind (met Jean Musy)
- Saint James infirmary blues (met Jean Musy)
- L'ombre d'un amour (met Claude Lemesle)
- Paper heat
- Marie-Jeanne (met Jean-Michel Rivat en Frank Thomas)
- Hello hello ! (met Claude Lemesle)
- My funny Valentine (met Jean Musy)
- Sometime lovin' (met Jean-Michel Rivat)
- C'est un cœur de papier (met Jean-Michel Rivat)
- Can't help but wonder (met Tom Paxton)
- Careless Love
- You were on my mind

#### 1968
- Le petit pain au chocolat  (met Pierre Delanoë)
- Siffler sur la colline (met Jean-Michel Rivat en Frank Thomas)
- Un peu comme toi (met Richelle Dassin)
- La bande à Bonnot (met Jean-Michel Rivat en Frank Thomas)
- Le temps des œufs au plat (met Claude Lemesle en Richelle Dassin)
- Comment te dire ? (met Jean-Michel Rivat en Frank Thomas)
- Ma bonne étoile (met Pierre Delanoë)
- Plus je te vois, plus je te veux (met Jean-Michel Rivat en Frank Thomas)

#### 1969
- Le chemin de papa (met Pierre Delanoë)
- Les Champs-Élysées (met Pierre Delanoë)
- Mon village du bout du monde (met Pierre Delanoë)
- Mé qué mé qué (met Charles Aznavour en Gilbert Bécaud)
- La violette africaine (met Richelle Dassin)
- Sunday times (met Richelle Dassin)
- Billy le Bordelais (met Pierre Delanoë)
- C'est la vie Lily (met Pierre Delanoë)
- Es ist leicht auf dem Kopf zu stehen (met Pierre Delanoë)
- Les Champs-Élysées in het Duits (met Hans Bradtke)
- Les Champs-Élysées in het Engels
- Les Champs-Élysées in het Italiaans (met Bruno Lazi)

### Jaren 70

#### 1970
- La Fleur aux dents (met Claude Lemesle)
- L'Équipe à Jojo (met Claude Lemesle)
- C'est bon l'amour (met Pierre Delanoë en Claude Lemesle)
- Le Portugais (met Richelle Dassin en Pierre Delanoë)
- Le Grand Parking (met Claude Lemesle)
- Un garçon nommé Suzy (met Pierre Delanoë)
- Au bout des rails (met Pierre Delanoë en Neil Diamond)
- Un petit air de musique (met Richelle Dassin)
- La Luzerne (met Pierre Delanoë)
- Un cadeau de papa (met Claude Lemesle)
- Je la connais si bien (met Pierre Delanoë)
- L'Amérique (met Pierre Delanoë)
- C'est la vie Lily in het Italiaans (met Bruno Lauzi)
- Cécilia (met Pierre Delanoë)

#### 1971
- La Ligne de vie (met Richelle Dassin en Claude Lemesle)
- La Mal-aimée du courrier du cœur (met Richelle Dassin en Claude Lemesle)
- Bye bye Louis (met Richelle Dassin en Claude Lemesle)
- Allez roulez! (met Pierre Delanoë)
- Sylvie (met Richelle Dassin en Claude Lemesle)
- Les Joies de la cuisine (met Claude Lemesle)
- Elle était... Oh! (met Pierre Delanoë)
- Le Chanteur des rues (met Richelle Dassin en Claude Lemesle)
- À la santé d'hier (met Pierre Delanoë)
- Pauvre Pierrot (met Pierre Delanoë)
- Si tu peux lire en moi (met Gordon Lightfoot en Pierre Delanoë)
- Le général a dit (met Michel Mallory, Alice Dona en Claude Lemesle)
- Es gibt Mädchen so zum traümen (met Claude Lemesle)
- Fais la bise à ta maman (met Claude Lemesle en Richelle Dassin)
- Mais la mer est toujours bleue (met Pierre Delanoë)

#### 1972
- La Complainte de l'heure de pointe (met Richelle Dassin en Claude Lemesle)
- Un peu de paradis (met Daniel Seff, Richard Seff en Claude Lemesle)
- Louisiana (met Mat Camison en Pierre Delanoë)
- Julie, Julie (met Pierre Delanoë)
- Le Roi du blues (met Pierre Delanoë)
- Taka Takata (met Al Verlane, Richelle Dassin en Claude Lemesle)
- Le Moustique (met Richelle Dassin en Claude Lemesle)
- Salut les amoureux (met Richelle Dassin en Claude Lemesle)
- La nana (met Pierre Delanoë)
- Vaya-na-cumana (met Richelle Dassin en Claude Lemesle)
- C'est ma tournée
- S'aimer sous la pluie (met Pierre Delanoë)
- Darauf ein Glas (met Pierre Delanoë)
- Le Cheval de fer (met Richelle Dassin en Claude Lemesle)
- Oh! Namba! (met Daniel Vangarde)
- Tourne tourne tourne

#### 1973
- À chacun sa chanson (met Pierre Delanoë en Claude Lemesle)
- On s'en va (met Pierre Delanoë en Claude Lemesle)
- Dédé le kid (met Pierre Delanoë, Claude Lemesle en Daniel Vangarde)
- Pourquoi pas moi ? (met Pierre Delanoë en Claude Lemesle)
- Allons danser Valérie (met Pierre Delanoë en Claude Lemesle)
- Les Plus Belles Années de ma vie (met Pierre Delanoë en Claude Lemesle)
- La Dernière Page (met Pierre Delanoë en Claude Lemesle)
- Qu'est-ce que j'ai pu faire hier soir (met Pierre Delanoë en Claude Lemesle)
- Quand on a seize ans (met Pierre Delanoë en Claude Lemesle)
- Oh la la (met Pierre Delanoë en Claude Lemesle)
- Ton côté du lit (met Claude Lemesle en Alice Dona)
- Quand on a du feu (met Pierre Delanoë en Claude Lemesle)
- Fais-moi de l'électricité (met Pierre Delanoë en Claude Lemesle)
- In Paris ringsumher
- Je t'aime, je t'aime (met Daniel Vangarde, Pierre Delanoë en Claude Lemesle)
- La Chanson des cigales (met Claude Lemesle)
- We Ain't Makin' It

#### 1974
- Si tu t'appelles mélancolie (met Pierre Delanoë en Claude Lemesle)
- Vade retro (met Pierre Delanoë en Claude Lemesle)
- Messieurs les jurés (met Pierre Delanoë en Claude Lemesle)
- Six jours à la campagne (met Pierre Delanoë en Claude Lemesle)
- L'Amour etc... (met Pierre Delanoë en Claude Lemesle)
- Entre deux adieux (met Cyril Assous, Pierre Delanoë en Claude Lemesle)
- Le Service militaire (met Pierre Delanoë en Claude Lemesle)
- Annie l'année dernière (met Georges Chatelain, Pierre Delanoë en Claude Lemesle)
- Marie-Madeleine (met Pierre Delanoë en Claude Lemesle)
- Je te crois (met Cyril Assous, Pierre Delanoë en Claude Lemesle)
- Ce n'est rien que du vent (met Pierre Delanoë en Claude Lemesle)
- Ma dernière chanson pour toi (met Alain Labacci, Pierre Delanoë en Claude Lemesle)
- C'est du mélo (met Pierre Delanoë en Claude Lemesle)
- Crésus et Roméo (met Alice Dona, Jean Claudric in duet met Carlos)
- Je te crois (met Pierre Delanoë, Claude Lemesle en Cyril Assous)
- Si tu viens au monde (met Pierre Delanoë en Claude Lemesle)
- Sixteen Tons (met Merle Travis)

#### 1975
- Et si tu n'existais pas (met Pierre Delanoë en Claude Lemesle)
- Il faut naître à Monaco (met Pierre Delanoë en Claude Lemesle)
- Chanson triste (met Bernard Estardy, Pierre Delanoë en Claude Lemesle)
- Le Costume blanc (met Pierre Delanoë en Claude Lemesle)
- L'Albatros (met Pierre Delanoë en Claude Lemesle)
- Alors qu'est-ce que c'est ? (met Pierre Delanoë en Claude Lemesle)
- Ça va pas changer le monde (met Pierre Delanoë en Claude Lemesle)
- Salut (met Pierre Delanoë en Claude Lemesle)
- Carolina (met Pierre Delanoë en Claude Lemesle)
- C'est la nuit (met Pierre Delanoë en Claude Lemesle)
- Ma musique (met Pierre Delanoë en Claude Lemesle)
- Piano mécanique (met Claude Bolling, Pierre Delanoë en Claude Lemesle)
- Aun vivo para el amor (met Vito Pallavicini, Pasquale Losito, Stuart Ward, Pierre Delanoë en Claude Lemesle)
- I Can't Stop Loving You (met Don Gibson)
- Indian Summer (met Vito Pallavicini, Pierre Delanoë en Claude Lemesle)
- L'estate di San Martino (met Vito Pallavicini, Pasquale Losito, Stuart Ward, Pierre Delanoë en Claude Lemesle)
- L'Été indien (met Pierre Delanoë en Claude Lemesle)
- Moi j'ai dit non (met Pierre Delanoë en Claude Lemesle)

#### 1976
- Le Jardin du Luxembourg (met Toto Cutugno, Claude Lemesle, Vito Pallavicini in duet met Joëlle Mogensen)
- Il était une fois nous deux (met Pierre Delanoë en Claude Lemesle)
- À toi (met Jean Baudlot, Pierre Delanoë en Claude Lemesle)
- Le Café des trois colombes (met Pierre Delanoë en Claude Lemesle)
- Comme disait Valentine (met Johnny Arthey, Pierre Delanoë en Claude Lemesle)
- Laisse-moi dormir (met Pierre Delanoë en Claude Lemesle)
- Que sont devenues mes amours? (met Pierre Delanoë, Claude Lemesle en Pito Massara)
- Esta no va a cambiar el mundo (met Vito Pallavicini, Pierre Delanoë en Claude Lemesle)
- Les Aventuriers (met Pierre Delanoë en Claude Lemesle)
- Y si no existieras (met Buddy en Mary McCluskey)

#### 1977
- La Femme idéale (met Pierre Delanoë en Claude Lemesle)
- La Première Femme de ma vie (met Alain Goraguer, Pierre Delanoë en Claude Lemesle)
- Noisette et Cassidy (met Gilles Marchal, Pierre Delanoë en Claude Lemesle)
- La Demoiselle de déshonneur (met Claude Lemesle)
- Dans les yeux d'Émilie (met Yvon Ouazana, Pierre Delanoë en Claude Lemesle)
- Quand on sera deux (met Pierre Delanoë en Claude Lemesle)
- Maria (met Pierre Delanoë en Claude Lemesle)
- Mon copain Julie (met Pierre Delanoë en Claude Lemesle)
- Marie-Ange (met Pierre Delanoë en Claude Lemesle)
- J'ai craqué (met Alain Goraguer en Claude Lemesle)
- Petit Ballon (met Alain Goraguer, Pierre Delanoë en Claude Lemesle)
- La rue Marie-Laurence (met Pierre Delanoë en Claude Lemesle)
- A ti (met Jean Baudlot, Pierre Delanoë en Claude Lemesle)
- En los jardines de mi cuidad (met Vito Pallavicini en Toto Cutugno)
- Et l'amour s'en va (met Claude Lemesle)
- Le Château du sable (met Yvon Ouazana en Claude Lemesle)

#### 1978
- Un lord anglais (met Pierre Delanoë en Claude Lemesle)
- Toi, le refrain de ma vie (met Pierre Delanoë en Claude Lemesle)
- La Beauté du diable (met Pierre Delanoë en Claude Lemesle)
- Happy birthday (met Pierre Delanoë en Claude Lemesle)
- La Fan (met Alice Dona en Claude Lemesle)
- La vie se chante, la vie se pleure (met Pierre Delanoë en Claude Lemesle)
- Darlin'
- Pour le plaisir de partir (met Didier Barbelivien, Pierre Delanoë en Claude Lemesle)
- Côté banjo, côté violon (met Pierre Delanoë en Claude Lemesle)
- Qu'est-ce que tu fais de moi? (met Pierre Delanoë en Claude Lemesle)
- À mon fils (met Gianni Guarnieri en Vito Pallavicini)
- Après la fête (met Gianni Guarnieri en Vito Pallavicini)
- C'est fini (met Gianni Guarnieri en Vito Pallavicini)
- El amor se va (met Vito Pallavicini en Toto Cutugno)
- Je viens comme un voleur (met Gianni Guarnieri en Vito Pallavicini)
- La Beauté du diable (met Pierre Delanoë en Claude Lemesle)
- La Fête
- Martine
- Perdon (met Buddy en Mary McCluskey)
- Quand la chance passe
- Regarde-toi
- Sorry (met Claude Lemesle en Pierre Delanoë)

#### 1979
- Blue Country (met Pierre Delanoë en Claude Lemesle); Homemade Ice-Cream (met Tony Joe White)
- Faut pas faire de la peine à John (met Pierre Delanoë en Claude Lemesle); You Don't Mess Around with Jim
- Un baby bébé (met Pierre Delanoë en Claude Lemesle); My Kind of woman (met Tony Joe White)
- On se connaît par cœur (met Pierre Delanoë en Claude Lemesle); Promises (met Richard Feldman en Roger Linn)
- Polk Salad Annie (met Tony Joe White)
- La Fille du shérif (met Pierre Delanoë en Claude Lemesle); High Sheriff (met Tony Joe White)
- La Saison du blues (met Pierre Delanoë en Claude Lemesle); The Change (met Tony Joe White)
- Joe macho (met Pierre Delanoë en Claude Lemesle); Lustful earl and the married woman (met Tony Joe White)
- Si je dis « je t'aime » (met Pierre Delanoë en Claude Lemesle); I've Got a Thing About You Baby (met Tony Joe White)
- Le Marché aux puces (met Claude Lemesle); The guitar don't lie (met Julie Dassin, Claude Lemesle en Tony Joe White)
- Le Dernier Slow (met Pierre Delanoë en Claude Lemesle)
- Tellement bu, tellement fumé (met Pierre Delanoë en Claude Lemesle)
- Cotton Fields
- Kansas City (met Jerry Leiber & Mike Stoller)
- Nobody Knows You
- Yellowstone Cowbear (met Richelle Dassin en Julie Dassin)

### NPO Radio 2 Top 2000
| Nummers met noteringen in de NPO Radio 2 Top 2000 | '99  | '00 | '01  | '02  | '03  | '04  | '05  | '06  | '07 | '08  |
| ------------------------------------------------- | ---- | --- | ---- | ---- | ---- | ---- | ---- | ---- | --- | ---- |
| Les Champs-Élysées                                | 1566 | -   | 1737 | -    | -    | -    | -    | -    | -   | -    |
| L'Été indien                                      | 1243 | -   | 1684 | 1584 | 1866 | 1804 | 1455 | 1455 | -   | 1840 |

1. ↑  Een '-' betekent dat het nummer niet was genoteerd en een vetgedrukt getal geeft de hoogste notering van een nummer aan.
2. ↑  Deze tabel is bijgewerkt tot en met de laatste editie (2024).

## Voor anderen
Dassin schreef verschillende liedjes voor anderen:
- Voor Carlos:
  - Big bisou
  - Le Bougalou du loup garou
  - Señor Météo
  - Crésus et Roméo in duet met Joe Dassin
- Voor France Gall:
  - Bébé requin (1967)
  - Toi que je veux (1967)
  - La Vieille Fille (1968)
  - 24 / 36 (1968)
  - Souffler les bougies (1968)
- Voor Marie Laforêt:
  - Siffle, siffle ma fille
- Voor Melina Merkouri:
  - Le Portugais (1971)
  - Je suis grecque (1972)